# لمكان (أولاد سيدي عبد الحاكم)
لمكان هو دُوَّار يقع بجماعة أولاد سيدي عبد الحاكم، إقليم جرادة، جهة الشرق في المملكة المغربية. ينتمي الدوّار لمشيخة أولاد سيدي عبد الحاكم التي تضم 7 دواوير. يقدر عدد سكانه بـ 382 نسمة حسب الإحصاء الرسمي للسكان والسكنى لسنة 2004.

## روابط خارجية
- البوابة الوطنية للجماعات الترابية نسخة محفوظة 12 مارس 2018 على موقع واي باك مشين.
- المندوبية السامية للتخطيط